# Mistrzostwa Europy w Lekkoatletyce 1934 – bieg na 400 m przez płotki mężczyzn
Bieg na dystansie 400 metrów przez płotki mężczyzn był jedną z konkurencji rozgrywanych podczas I Mistrzostw Europy w Turynie. Biegi eliminacyjne zostały rozegrane 8 września 1934 roku, a finał – 9 września. Zwycięzcą tej konkurencji został Niemiec Hans Scheele. W rywalizacji wzięło udział siedmiu zawodników z sześciu reprezentacji.

## Eliminacje
Bieg 1
| Miejsce | Zawodnik          | Czas | Uwagi |
| ------- | ----------------- | ---- | ----- |
| 1       | Hans Scheele      | 55,4 | Q     |
| 2       | Christos Mandikas | 56,1 | Q     |
| 3       | Ernst Leitner     | 56,5 | Q     |
| 4       | Mario Radaelli    | 70,0 |       |

Bieg 2
| Miejsce | Zawodnik           | Czas | Uwagi |
| ------- | ------------------ | ---- | ----- |
| 1       | Akilles Järvinen   | 57,2 | Q     |
| 2       | Luigi Facelli      | 57,3 | Q     |
| 3       | Holger Albrechtsen | 67,2 | Q     |

## Finał
| Place | Athlete            | Time  |
| ----- | ------------------ | ----- |
| 1     | Hans Scheele       | 53,2  |
| 2     | Akilles Järvinen   | 53,7  |
| 3     | Christos Mandikas  | 54,9  |
| 4     | Holger Albrechtsen | 55,0  |
| 5     | Ernst Leitner      | 55,2  |
| 6     | Luigi Facelli      | b. d. |